# Ligue européenne masculine de handball 2021-2022
Navigation
2020-2021 2022-2023
La saison 2021-2022 de la Ligue européenne masculine de handball est la deuxième édition de la compétition sous ce nom et ce format. Cette compétition succède à la Coupe de l'EHF et constitue en ce sens la 41e édition de la compétition organisée par l'EHF.
Le club portugais du Benfica Lisbonne remporte la compétition en s'imposant en finale face au SC Magdebourg, tenant du titre. C'est seulement la deuxième fois depuis 2003 que la compétition n'est pas remportée par un club allemand.

## Formule
La formule introduite en 2020-2021 est conservée.

### Modalités
La compétition est prévue pour 56 équipes dont 12 entrent directement en phase de groupe. La compétition commence par deux tours qualificatifs disputés en match aller-retour.
Pour la phase de groupes, douze équipes qualifiées et douze entrants directs sont répartis en quatre groupes de six équipes. Les matchs sont joués dans un système championnat avec des matchs à domicile et à l'extérieur. Les quatre meilleures équipes de chaque groupe se qualifient pour la suite de la compétition.
La phase à élimination directe comprend quatre tours : les huitièmes de finale, les quarts de finale et un Final Four comprenant les demi-finales et finales. En huitièmes de finale, les 1ers de groupe affrontent un 4e d'un autre groupe en matchs aller-retour et 2es et 3es en font de même, le mieux classé des deux lors de la phase de poule ayant le privilège de jouer le match retour à domicile. Les vainqueurs se qualifient pour les quarts de finale, également disputés en matchs aller-retour. Enfin, pour la finale à quatre, un tirage au sort détermine les oppositions en demi-finales.

### Participants
Soixante équipes, issues des 30 meilleurs championnats européens sont qualifiées pour la compétition,. Parmi celles-ci sept obtiendront une invitation pour la Ligue des champions et d'autres, parmi les moins bons championnats obtiendront de disputer plutôt la Coupe européenne, libérant ainsi leur place. Trois places pour le premier tour qualificatif sont réservées à des équipes issues des championnats les plus faibles qui n'ont aucune place garantie.
Parmi les champions qui ne participent pas à la Ligue des Champions, les six issus des meilleurs championnats sont directement qualifiés pour la phase de groupe. Le meilleur représentant des cinq premiers championnats (Allemagne, France, Espagne, Macédoine du Nord et Hongrie) est également directement qualifié en phase de groupe. Enfin, la dernière place directe pour les groupes est attribué par wild card à une équipe issue d'un championnat autre que les onze précédents. 
Ainsi, la liste complète des participants, après validation des places supplémentaires, surclassements et sousclassements est dévoilée le 13 juillet 2021 :
| Rang | Pays              | Équipe                    | Statut                                                                     | Tour d'entrée         |
| ---- | ----------------- | ------------------------- | -------------------------------------------------------------------------- | --------------------- |
| TT   | Tenant du titre   | SC Magdebourg             | Vainqueur de la Ligue européenne                                           | Phase de groupe       |
| 1    | Allemagne         | SG Flensburg-Handewitt    | Vice-champion d'Allemagne 2020-2021                                        | C1                    |
| 1    | Allemagne         | Füchse Berlin             | 4e du championnat                                                          | 2e tour qualificatif  |
| 1    | Allemagne         | TBV Lemgo                 | Vainqueur de la Coupe d'Allemagne 2019-2020                                | 2e tour qualificatif  |
| 1    | Allemagne         | Rhein-Neckar Löwen        | 5e du championnat                                                          | 1er tour qualificatif |
| 2    | France            | Montpellier HB            | Vice-champion de France 2020-2021                                          | C1                    |
| 2    | France            | HBC Nantes                | 3e du championnat                                                          | Phase de groupe       |
| 2    | France            | Pays d'Aix UC             | 4e du championnat                                                          | 2e tour qualificatif  |
| 2    | France            | USAM Nîmes Gard           | 5e du championnat                                                          | 2e tour qualificatif  |
| 2    | France            | Fenix Toulouse Handball   | 6e du championnat                                                          | 1er tour qualificatif |
| 3    | Espagne           | Club Deportivo Bidasoa    | Vice-champion d'Espagne 2020-2021                                          | Phase de groupe       |
| 3    | Espagne           | CB Ademar León            | Finaliste de la Coupe du Roi                                               | 2e tour qualificatif  |
| 3    | Espagne           | Logroño La Rioja          | 3e du championnat                                                          | 1er tour qualificatif |
| 3    | Espagne           | BM Granollers             | 4e du championnat                                                          | 1er tour qualificatif |
| 4    | Macédoine du Nord | RK Eurofarm Pelister      | Vice-champion de Macédoine 2020-2021 et finaliste de la Coupe de Macédoine | Phase de groupe       |
| 4    | Macédoine du Nord | RK Prolet Skopje          | 3e du championnat                                                          | 1er tour qualificatif |
| 4    | Macédoine du Nord | RK Metalurg Skopje        | 4e du championnat                                                          | Retrait volontaire    |
| 5    | Hongrie           | Veszprém KSE              | Vice-champion de Hongrie 2020-2021 et vainqueur de la Coupe de Hongrie     | C1                    |
| 5    | Hongrie           | Tatabánya KC              | 3e du championnat                                                          | Phase de groupe       |
| 5    | Hongrie           | Balatonfüredi KSE         | 4e du championnat                                                          | 1er tour qualificatif |
| 5    | Hongrie           | Csurgói KK                | 5e du championnat                                                          | 1er tour qualificatif |
| 6    | Pologne           | Wisła Płock               | Vice-champion de Pologne 2020-2021                                         | 2e tour qualificatif  |
| 6    | Pologne           | KS Azoty-Puławy           | 3e du championnat                                                          | 1er tour qualificatif |
| 6    | Pologne           | Unia Tarnów (en)          | Finaliste de la Coupe de Pologne                                           | 1er tour qualificatif |
| 6    | Pologne           | NMC Górnik Zabrze         | 4e du championnat                                                          | 1er tour qualificatif |
| 7    | Danemark          | Mors-Thy Håndbold         | Vainqueur de la Coupe du Danemark                                          | 2e tour qualificatif  |
| 7    | Danemark          | GOG Håndbold              | Vainqueur de la phase régulière du championnat 2020-2021                   | 1er tour qualificatif |
| 7    | Danemark          | Team Tvis Holstebro       | 3e de la phase régulière du championnat                                    | 1er tour qualificatif |
| 7    | Danemark          | Bjerringbro-Silkeborg     | 4e de la phase régulière du championnat (et vice-champion)                 | 1er tour qualificatif |
| 8    | Portugal          | Sporting CP               | Vice-champion du Portugal                                                  | 2e tour qualificatif  |
| 8    | Portugal          | SL Benfica                | 3e du championnat et finaliste de la Coupe du Portugal                     | 1er tour qualificatif |
| 8    | Portugal          | AA Águas Santas (en)      | 4e du championnat                                                          | 1er tour qualificatif |
| 9    | Croatie           | RK Nexe Našice            | Vice-champion de Croatie                                                   | 1er tour qualificatif |
| 9    | Croatie           | RK Poreč                  | 3e du championnat                                                          | 1er tour qualificatif |
| 9    | Croatie           | MRK Sesvete (hr)          | 4e du championnat                                                          | 1er tour qualificatif |
| 10   | Roumanie          | Dinamo Bucarest           | Champion de Roumanie et vainqueur de la Coupe de Roumanie                  | C1                    |
| 10   | Roumanie          | HC Dobrogea Sud Constanța | Finaliste de la Coupe de Roumanie                                          | 1er tour qualificatif |
| 11   | Biélorussie       | HC Meshkov Brest          | Champion de Biélorussie et vainqueur de la Coupe de Biélorussie            | C1                    |
| 11   | Biélorussie       | SKA Minsk                 | Vice-champion et finaliste de la Coupe de Biélorussie                      | C4                    |
| 12   | Slovénie          | RK Gorenje Velenje        | Champion de Slovénie                                                       | Phase de groupe       |
| 12   | Slovénie          | RK Trimo Trebnje          | 2e du championnat                                                          | 1er tour qualificatif |
| 12   | Slovénie          | RK Celje                  | 3e du championnat                                                          | 1er tour qualificatif |
| 13   | Suède             | IK Sävehof                | Champion de Suède 2020-2021 (sv)                                           | Phase de groupe       |
| 13   | Suède             | Ystads IF                 | 2e de la saison régulière du championnat                                   | 1er tour qualificatif |
| 13   | Suède             | HK Malmö                  | 3e de la saison régulière du championnat                                   | 1er tour qualificatif |
| 14   | Ukraine           | HC Motor Zaporijjia       | Champion d'Ukraine et vainqueur de la Coupe d'Ukraine                      | C1                    |
| 14   | Ukraine           | HC Donbass Donetsk        | Vice-champion et finaliste de la Coupe d'Ukraine                           | C4                    |
| 15   | Suisse            | Pfadi Winterthur          | Champion de Suisse                                                         | Phase de groupe       |
| 15   | Suisse            | Kadetten Schaffhouse      | Vainqueur de la Coupe de Suisse                                            | 1er tour qualificatif |
| 15   | Suisse            | HC Kriens-Lucerne         | 3e du championnat                                                          | 1er tour qualificatif |
| 16   | Norvège           | Elverum Handball          | Champion de Norvège                                                        | C1                    |
| 16   | Norvège           | ØIF Arendal (en)          | Vice-champion de Norvège                                                   | 1er tour qualificatif |
| 17   | Slovaquie         | HT Tatran Prešov          | Champion de Slovaquie                                                      | Phase de groupe       |
| 17   | Slovaquie         | HC MŠK Považská Bystrica  | Vice-champion de Slovaquie                                                 | C4                    |
| 18   | Russie            | Medvedi Tchekhov          | Champion de Russie et vainqueur de la Coupe de Russie                      | Phase de groupe       |
| 18   | Russie            | CSKA Moscou               | Vice-champion de Russie                                                    | 1er tour qualificatif |
| 19   | Finlande          | Riihimäen Cocks           | Champion de Finlande                                                       | Phase de groupe       |
| 20   | Autriche          | Alpla HC Hard             | Champion d'Autriche                                                        | 1er tour qualificatif |
| 21   | Turquie           | Spor Toto SK              | Champion de Turquie                                                        | 1er tour qualificatif |
| 22   | Belgique          | indéterminé               | Champion de Belgique                                                       | Retrait               |
| 23   | Tchéquie          | Talent MAT Plzeň          | Champion de Tchéquie                                                       | C4                    |
| 24   | Islande           | Valur Reykjavík           | Champion d'Islande                                                         | 1er tour qualificatif |
| 24   | Israël            | Maccabi Rishon LeZion     | Champion d'Israël                                                          | 1er tour qualificatif |
| 26   | Grèce             | AEK Athènes               | Champion de Grèce et vainqueur de la Coupe européenne                      | Phase de groupe       |
| 27   | Serbie            | RK Vojvodina Novi Sad     | Champion de Serbie                                                         | 1er tour qualificatif |
| 28   | Luxembourg        | Handball Esch             | Champion du Luxembourg                                                     | C4                    |
| 29   | Pays-Bas          | HV Aalsmeer               | Champion des Pays-Bas                                                      | Retrait               |
| 30   | Kosovo            | KH BESA Famiglia (en)     | Champion du Kosovo                                                         | C4                    |

### Calendrier
| Nom                 | Tirage au sort    | Dates                          | Nombre de participants |
| ------------------- | ----------------- | ------------------------------ | ---------------------- |
| Premier tour        | 20 juillet 2021   | 28 août au 5 septembre 2021    | 32                     |
| Deuxième tour       | 7 septembre 2021  | 21 et 28 septembre 2021        | 24                     |
| Phase de groupes    | 30 septembre 2021 | 19 octobre 2021 au 8 mars 2022 | 24                     |
| Huitièmes de finale | pas de tirage     | 29 mars et 5 avril 2022        | 16                     |
| Quarts de finale    | pas de tirage     | 26 avril et 3 mai 2022         | 8                      |
| Final Four          | 6 mai 2022        | 28 et 29 mai 2022              | 4                      |

## Phase de qualification

### Premier tour
Selon la liste établie par l'EHF, les équipes sont équitablement réparties dans deux chapeaux pour le tirage : les têtes de séries et les autres.
Têtes de série
- Balatonfüredi KSE
- RK Nexe Našice
- RK Prolet Skopje
- Rhein-Neckar Löwen
- SL Benfica
- GOG Håndbold
- KS Azoty-Puławy
- Logroño La Rioja
- RK Poreč
- Ystads IF
- Kadetten Schaffhouse
- HC Dobrogea Sud Constanța
- CSKA Moscou
- RK Trimo Trebnje
- Alpla HC Hard
- ØIF Arendal (en)

Non têtes de série
- Maccabi Rishon LeZion
- RK Vojvodina Novi Sad
- Valur Reykjavík
- Spor Toto SK
- AA Águas Santas (en)
- Team Tvis Holstebro
- Unia Tarnów (en)
- MRK Sesvete (hr)
- Fenix Toulouse Handball
- Bjerringbro-Silkeborg
- NMC Górnik Zabrze
- BM Granollers
- Csurgói KK
- HK Malmö
- HC Kriens-Lucerne
- RK Celje

Contrairement à l'édition précédente où l'EHF avait défini des groupes géographiques, le tirage au sort est établi sans autre contrainte que les chapeaux. En particulier, deux équipes du même pays peuvent s'affronter. 
Les matchs aller se déroulent du vendredi 27 au dimanche 29 août 2021 et les matchs retour une semaine plus tard, les 4 et 5 septembre 2021. Cinq clubs accueillent les deux matchs de leur rencontre qui sont alors joués sur deux jours consécutifs de la même période. 
| Équipe 1              | Score   | Équipe 2                  | Aller   | Retour  |
| --------------------- | ------- | ------------------------- | ------- | ------- |
| Bjerringbro-Silkeborg | 49 – 48 | Ystads IF                 | 22 – 23 | 27 – 25 |
| HC Kriens-Lucerne     | 42 – 60 | SL Benfica                | 24 – 31 | 18 – 29 |
| RK Celje              | 58 – 65 | GOG Håndbold              | 33 – 29 | 25 – 36 |
| Unia Tarnów (en)      | 51 – 60 | RK Nexe Našice            | 23 – 28 | 28 – 32 |
| RK Vojvodina Novi Sad | 49 – 54 | Kadetten Schaffhouse      | 26 – 20 | 23 – 34 |
| Csurgói KK            | 51 – 58 | HC Dobrogea Sud Constanța | 23 – 27 | 28 – 31 |
| NMC Górnik Zabrze     | 48 – 57 | ØIF Arendal (en)          | 19 – 29 | 29 – 28 |
| AA Águas Santas (en)  | 54 – 60 | Logroño La Rioja          | 26 – 26 | 28 – 34 |
| Balatonfüredi KSE     | 47 – 47 | HK Malmö                  | 27 – 25 | 20 – 22 |
| KS Azoty-Puławy       | 66 – 46 | MRK Sesvete (hr)          | 29 – 21 | 37 – 25 |
| RK Prolet Skopje      | 50 – 63 | BM Granollers             | 21 – 36 | 29 – 27 |
| Maccabi Rishon LeZion | 49 – 58 | CSKA Moscou               | 26 – 29 | 23 – 29 |
| Rhein-Neckar Löwen    | 80 – 44 | Spor Toto SK              | 38 – 22 | 42 – 22 |
| RK Trimo Trebnje      | 59 – 60 | Team Tvis Holstebro       | 31 – 25 | 28 – 35 |
| RK Poreč              | 39 – 44 | Valur Reykjavík           | 18 – 22 | 21 – 22 |
| Alpla HC Hard         | 55 – 66 | Fenix Toulouse Handball   | 23 – 27 | 32 – 39 |

Les clubs de Reykjavík, Tvis-Holstebro, Toulouse, Bjerringbro-Silkeborg, Granollers et Malmö se sont qualifiés aux dépens d'une tête de série.
En moyenne, les matchs ont réuni 565 spectateurs. La plus grande affluence était à Gudme avec 1 636 personnes devant GOG-Celje. Hard-Toulouse est la seule rencontre à avoir rassemblé plus de mille spectateurs à chaque match (1 100 en Autriche et 1 300 en France).

### Deuxième tour
Huit clubs font leur entrée à ce tour :
- Füchse Berlin
- Pays d'Aix UC
- TBV Lemgo
- Sporting CP
- USAM Nîmes Gard
- Mors-Thy Håndbold
- Wisła Płock
- CB Ademar León

Pour le tirage au sort du 7 septembre 2021, les huit entrants et quatre des seize équipes qualifiées (les vainqueurs des matchs Balatonfüredi-Malmö, Tarnów-Nexe, de Prolet-Granollers et de RNL-Toto) sont désignés têtes de série et ne peuvent s'affronter. Aucune autre contrainte ne s'applique au tirage au sort : il n'y a pas de groupes géographiques ni de protection nationale.
Les matchs aller se déroulent le mardi 21 septembre 2021 et les matchs retour une semaine plus tard, le mardi 28 septembre. 
| Équipe 1                | Score   | Équipe 2                  | Aller   | Retour  |
| ----------------------- | ------- | ------------------------- | ------- | ------- |
| Rhein-Neckar Löwen      | 59 – 64 | SL Benfica                | 31 – 31 | 28 – 33 |
| Valur Reykjavík         | 47 – 54 | TBV Lemgo                 | 26 – 27 | 21 – 27 |
| Bjerringbro-Silkeborg   | 59 – 59 | RK Nexe Našice            | 33 – 27 | 26 – 32 |
| Logroño La Rioja        | 61 – 58 | CB Ademar León            | 34 – 30 | 27 – 28 |
| USAM Nîmes Gard         | 65 – 58 | CSKA Moscou               | 36 – 29 | 29 – 29 |
| Fenix Toulouse Handball | 59 – 49 | HK Malmö                  | 30 – 24 | 29 – 25 |
| KS Azoty-Puławy         | 53 – 65 | Füchse Berlin             | 24 – 32 | 29 – 33 |
| ØIF Arendal (en)        | 49 – 67 | Pays d'Aix UC             | 27 – 27 | 22 – 40 |
| GOG Håndbold            | 57 – 51 | Mors-Thy Håndbold         | 30 – 24 | 27 – 27 |
| Kadetten Schaffhouse    | 68 – 60 | BM Granollers             | 36 – 33 | 32 – 27 |
| Wisła Płock             | 45 – 40 | HC Dobrogea Sud Constanța | 25 – 14 | 20 – 26 |
| Sporting CP             | 62 – 53 | Team Tvis Holstebro       | 31 – 25 | 31 – 28 |

Parmi les résultats, on peut noter les éliminations des Rhein-Neckar Löwen et du BM Granollers par le SL Benfica et les Kadetten Schaffhouse respectivement. Logroño La Rioja, le Fenix Toulouse et le GOG Håndbold éliminent également une tête de série.
Trois matchs ont rassemblé au moins deux-mille spectateurs : 2 500 à Płock, 2 422 à Berlin et 2 000 à Nîmes.

## Phase de groupes
Les équipes terminant aux quatre premières places de chaque groupe sont qualifiées pour les huitièmes de finale. Les deux dernières sont éliminées.

### Tirage au sort
Douze clubs sont directement qualifiés pour la phase de groupes. Ils sont placés dans les trois premiers chapeaux pour le tirage :
Chapeau 1
- SC Magdebourg
- HBC Nantes
- Club Deportivo Bidasoa
- Tatabánya KC

Chapeau 2
- IK Sävehof
- RK Eurofarm Pelister
- Pfadi Winterthur
- Medvedi Tchekhov

Chapeau 3
- RK Gorenje Velenje
- AEK Athènes
- HT Tatran Prešov
- Riihimäen Cocks

Les douze clubs issus des qualifications sont placés dans les chapeaux suivants :
Chapeau 4
- Füchse Berlin
- Pays d'Aix UC
- TBV Lemgo
- Sporting CP

Chapeau 5
- USAM Nîmes Gard
- GOG Håndbold
- Wisła Płock
- Logroño La Rioja

Chapeau 6
- Fenix Toulouse Handball
- RK Nexe Našice
- Kadetten Schaffhouse
- SL Benfica

Un groupe ne peut pas contenir deux équipes du même pays.
| \| Irún Winterthur Prešov Berlin Płock Toulouse Nantes Tchekhov Riihimäen Lemgo Gudme Benfica Magdebourg Sävehof Velenje Aix Logroño Našice Tatabánya Bitola Athènes Sporting Nîmes Schauffhouse \| Localisation des clubs engagés par groupe. |
| Irún Winterthur Prešov Berlin Płock Toulouse Nantes Tchekhov Riihimäen Lemgo Gudme Benfica Magdebourg Sävehof Velenje Aix Logroño Našice Tatabánya Bitola Athènes Sporting Nîmes Schauffhouse                                                  |

### Groupe A
|   | Équipe                  | Pts | J  | G | N | P | Bp  | Bc  | Diff |  | Résultats (dom.\ext.)   |       |       |       |       |       |       |
| - | ----------------------- | --- | -- | - | - | - | --- | --- | ---- |  | ----------------------- | ----- | ----- | ----- | ----- | ----- | ----- |
| 1 | Wisła Płock             | 18  | 10 | 9 | 0 | 1 | 311 | 258 | 53   |  | Wisła Płock             |       | 24-28 | 33-29 | 33-26 | 33-29 | 35-27 |
| 2 | Füchse Berlin           | 16  | 10 | 8 | 0 | 2 | 314 | 269 | 45   |  | Füchse Berlin           | 29-30 |       | 32-30 | 35-23 | 36-23 | 35-29 |
| 3 | Fenix Toulouse Handball | 13  | 10 | 6 | 1 | 3 | 292 | 265 | 27   |  | Fenix Toulouse Handball | 24-30 | 28-27 |       | 26-26 | 34-20 | 34-27 |
| 4 | CD Bidasoa              | 7   | 10 | 3 | 1 | 6 | 286 | 286 | 0    |  | CD Bidasoa              | 28-29 | 32-35 | 24-26 |       | 33-24 | 32-28 |
| 5 | HT Tatran Prešov        | 4   | 10 | 2 | 0 | 8 | 240 | 308 | -68  |  | HT Tatran Prešov        | 15-29 | 23-27 | 19-31 | 27-25 |       | 29-33 |
| 6 | Pfadi Winterthur        | 2   | 10 | 1 | 0 | 9 | 271 | 328 | -57  |  | Pfadi Winterthur        | 23-35 | 27-30 | 27-30 | 23-37 | 27-31 |       |

### Groupe B
|   | Équipe           | Pts | J  | G | N | P | Bp  | Bc  | Diff |  | Résultats (dom.\ext.) |       |       |       |       |       |       |
| - | ---------------- | --- | -- | - | - | - | --- | --- | ---- |  | --------------------- | ----- | ----- | ----- | ----- | ----- | ----- |
| 1 | GOG Håndbold     | 15  | 10 | 7 | 1 | 2 | 340 | 297 | 43   |  | GOG Håndbold          |       | 39-38 | 29-29 | 34-28 | 46-30 | 27-26 |
| 2 | SL Benfica       | 15  | 10 | 7 | 1 | 2 | 336 | 311 | 25   |  | SL Benfica            | 25-33 |       | 31-30 | 35-30 | 37-23 | 38-35 |
| 3 | HBC Nantes       | 13  | 10 | 5 | 3 | 1 | 304 | 266 | 38   |  | HBC Nantes            | 27-24 | 33-33 |       | 27-28 | 36-25 | 10-0  |
| 4 | TBV Lemgo        | 12  | 10 | 5 | 2 | 3 | 319 | 312 | 7    |  | TBV Lemgo             | 39-35 | 29-30 | 37-37 |       | 39-30 | 30-27 |
| 5 | Riihimäen Cocks  | 3   | 10 | 1 | 1 | 8 | 257 | 331 | -74  |  | Riihimäen Cocks       | 23-34 | 32-37 | 28-40 | 29-29 |       | 27-33 |
| 6 | Medvedi Tchekhov | 2   | 10 | 1 | 0 | 7 | 239 | 278 | -39  |  | Medvedi Tchekhov      | 32-39 | 27-32 | 31-35 | 28-30 | 0-10  |       |

En raison de l'invasion de l'Ukraine par la Russie, les deux derniers matchs du Medvedi Tchekhov ont été annulés par l'EHF et considérés perdus 0-10 ou 10-0 par le club russe.

### Groupe C
|   | Équipe             | Pts | J  | G | N | P | Bp  | Bc  | Diff |  | Résultats (dom.\ext.) |       |       |       |       |       |       |
| - | ------------------ | --- | -- | - | - | - | --- | --- | ---- |  | --------------------- | ----- | ----- | ----- | ----- | ----- | ----- |
| 1 | SC Magdebourg      | 19  | 10 | 9 | 1 | 0 | 317 | 267 | 50   |  | SC Magdebourg         |       | 31-25 | 32-26 | 34-24 | 33-31 | 31-27 |
| 2 | IK Sävehof         | 12  | 10 | 6 | 0 | 4 | 313 | 297 | 16   |  | IK Sävehof            | 26-29 |       | 33-23 | 27-28 | 43-31 | 33-31 |
| 3 | RK Nexe Našice     | 10  | 10 | 5 | 0 | 5 | 295 | 300 | -5   |  | RK Nexe Našice        | 24-28 | 39-31 |       | 31-23 | 31-30 | 33-29 |
| 4 | RK Gorenje Velenje | 9   | 10 | 4 | 1 | 5 | 284 | 306 | -22  |  | RK Gorenje Velenje    | 27-31 | 31-35 | 34-28 |       | 32-31 | 33-32 |
| 5 | Logroño La Rioja   | 7   | 10 | 3 | 1 | 6 | 307 | 317 | -10  |  | Logroño La Rioja      | 29-29 | 29-30 | 31-30 | 31-26 |       | 33-26 |
| 6 | Pays d'Aix UC      | 3   | 10 | 1 | 1 | 8 | 290 | 319 | -29  |  | Pays d'Aix UC         | 28-39 | 25-30 | 29-30 | 26-26 | 37-31 |       |

### Groupe D
|   | Équipe               | Pts | J  | G | N | P | Bp  | Bc  | Diff |  | Résultats (dom.\ext.) |       |       |       |       |       |       |
| - | -------------------- | --- | -- | - | - | - | --- | --- | ---- |  | --------------------- | ----- | ----- | ----- | ----- | ----- | ----- |
| 1 | USAM Nîmes Gard      | 12  | 10 | 5 | 2 | 3 | 290 | 274 | 16   |  | USAM Nîmes Gard       |       | 25-23 | 33-33 | 33-27 | 26-27 | 24-22 |
| 2 | RK Eurofarm Pelister | 12  | 10 | 5 | 2 | 3 | 271 | 248 | 23   |  | RK Eurofarm Pelister  | 21-26 |       | 27-26 | 31-25 | 30-19 | 33-20 |
| 3 | Kadetten Schaffhouse | 11  | 10 | 4 | 3 | 3 | 282 | 277 | 5    |  | Kadetten Schaffhouse  | 25-25 | 28-28 |       | 26-24 | 30-26 | 32-26 |
| 4 | Sporting CP          | 11  | 10 | 5 | 1 | 4 | 290 | 279 | 11   |  | Sporting CP           | 32-30 | 27-27 | 29-28 |       | 31-30 | 34-26 |
| 5 | AEK Athènes          | 8   | 10 | 4 | 0 | 6 | 274 | 283 | -9   |  | AEK Athènes           | 34-30 | 27-30 | 28-31 | 25-24 |       | 34-26 |
| 6 | Tatabánya KC         | 6   | 10 | 3 | 0 | 7 | 254 | 300 | -46  |  | Tatabánya KC          | 30-38 | 25-21 | 31-23 | 23-37 | 25-24 |       |

## Phase finale
|  | Huitièmes de finale | Huitièmes de finale  | Huitièmes de finale | Huitièmes de finale |                      |                      | Quarts de finale | Quarts de finale | Quarts de finale | Quarts de finale |
|  |                     |                      |                     |                     |                      |                      |                  |                  |                  |                  |
|  |                     |                      |                     |                     |                      |                      |                  |                  |                  |                  |
|  | D3                  | Kadetten Schaffhouse | 32                  | 28                  |                      |                      |                  |                  |                  |                  |
|  | D3                  | Kadetten Schaffhouse | 32                  | 28                  |                      |                      |                  |                  |                  |                  |
|  | C2                  | IK Sävehof           | 26                  | 34                  |                      |                      |                  |                  |                  |                  |
|  | C2                  | IK Sävehof           | 26                  | 34                  | Kadetten Schaffhouse | Kadetten Schaffhouse | 31               | 22               |                  |                  |
|  |                     |                      |                     |                     | Kadetten Schaffhouse | Kadetten Schaffhouse | 31               | 22               |                  |                  |
|  |                     |                      | Wisła Płock         | Wisła Płock         | 33                   | 35                   |                  |                  |                  |                  |
|  | B4                  | TBV Lemgo            | Wisła Płock         | Wisła Płock         | 33                   | 35                   | 28               | 28               |                  |                  |
|  | B4                  | TBV Lemgo            |                     |                     |                      |                      |                  | 28               |                  |                  |
|  | A1                  | Wisła Płock          | 31                  | 28                  |                      |                      |                  |                  |                  |                  |
|  | A1                  | Wisła Płock          | 31                  | 28                  |                      |                      |                  |                  |                  |                  |

|  | Huitièmes de finale | Huitièmes de finale  | Huitièmes de finale | Huitièmes de finale |                |                | Quarts de finale | Quarts de finale | Quarts de finale | Quarts de finale |
|  |                     |                      |                     |                     |                |                |                  |                  |                  |                  |
|  |                     |                      |                     |                     |                |                |                  |                  |                  |                  |
|  | C3                  | RK Nexe Našice       | 29                  | 22                  |                |                |                  |                  |                  |                  |
|  | C3                  | RK Nexe Našice       | 29                  | 22                  |                |                |                  |                  |                  |                  |
|  | D2                  | RK Eurofarm Pelister | 26                  | 21                  |                |                |                  |                  |                  |                  |
|  | D2                  | RK Eurofarm Pelister | 26                  | 21                  | RK Nexe Našice | RK Nexe Našice | 32               | 37               |                  |                  |
|  |                     |                      |                     |                     | RK Nexe Našice | RK Nexe Našice | 32               | 37               |                  |                  |
|  |                     |                      | GOG Håndbold        | GOG Håndbold        | 27             | 37             |                  |                  |                  |                  |
|  | A4                  | CD Bidasoa           | GOG Håndbold        | GOG Håndbold        | 27             | 37             | 28               | 31               |                  |                  |
|  | A4                  | CD Bidasoa           |                     |                     |                |                |                  | 31               |                  |                  |
|  | B1                  | GOG Håndbold         | 30                  | 33                  |                |                |                  |                  |                  |                  |
|  | B1                  | GOG Håndbold         | 30                  | 33                  |                |                |                  |                  |                  |                  |

|  | Huitièmes de finale | Huitièmes de finale | Huitièmes de finale | Huitièmes de finale |            |            | Quarts de finale | Quarts de finale | Quarts de finale | Quarts de finale |
|  |                     |                     |                     |                     |            |            |                  |                  |                  |                  |
|  |                     |                     |                     |                     |            |            |                  |                  |                  |                  |
|  | B3                  | HBC Nantes          | 25                  | 33                  |            |            |                  |                  |                  |                  |
|  | B3                  | HBC Nantes          | 25                  | 33                  |            |            |                  |                  |                  |                  |
|  | A2                  | Füchse Berlin       | 24                  | 30                  |            |            |                  |                  |                  |                  |
|  | A2                  | Füchse Berlin       | 24                  | 30                  | HBC Nantes | HBC Nantes | 25               | 28               |                  |                  |
|  |                     |                     |                     |                     | HBC Nantes | HBC Nantes | 25               | 28               |                  |                  |
|  |                     |                     | SC Magdebourg       | SC Magdebourg       | 28         | 30         |                  |                  |                  |                  |
|  | D4                  | Sporting CP         | SC Magdebourg       | SC Magdebourg       | 28         | 30         | 29               | 35               |                  |                  |
|  | D4                  | Sporting CP         |                     |                     |            |            |                  | 35               |                  |                  |
|  | C1                  | SC Magdebourg       | 29                  | 36                  |            |            |                  |                  |                  |                  |
|  | C1                  | SC Magdebourg       | 29                  | 36                  |            |            |                  |                  |                  |                  |

|  | Huitièmes de finale | Huitièmes de finale     | Huitièmes de finale | Huitièmes de finale |            |            | Quarts de finale | Quarts de finale | Quarts de finale | Quarts de finale |
|  |                     |                         |                     |                     |            |            |                  |                  |                  |                  |
|  |                     |                         |                     |                     |            |            |                  |                  |                  |                  |
|  | A3                  | Fenix Toulouse Handball | 38                  | 30                  |            |            |                  |                  |                  |                  |
|  | A3                  | Fenix Toulouse Handball | 38                  | 30                  |            |            |                  |                  |                  |                  |
|  | B2                  | SL Benfica              | 34                  | 36                  |            |            |                  |                  |                  |                  |
|  | B2                  | SL Benfica              | 34                  | 36                  | SL Benfica | SL Benfica | 36               | 27               |                  |                  |
|  |                     |                         |                     |                     | SL Benfica | SL Benfica | 36               | 27               |                  |                  |
|  |                     |                         | RK Gorenje Velenje  | RK Gorenje Velenje  | 29         | 27         |                  |                  |                  |                  |
|  | C4                  | RK Gorenje Velenje      | RK Gorenje Velenje  | RK Gorenje Velenje  | 29         | 27         | 29               | 30               |                  |                  |
|  | C4                  | RK Gorenje Velenje      |                     |                     |            |            |                  | 30               |                  |                  |
|  | D1                  | USAM Nîmes Gard         | 22                  | 35                  |            |            |                  |                  |                  |                  |
|  | D1                  | USAM Nîmes Gard         | 22                  | 35                  |            |            |                  |                  |                  |                  |

### Huitièmes de finale
Les matchs aller ont lieu le mardi 29 mars. Les matchs retours sont le mardi suivant, le 5 avril 2022.
Les équipes ayant terminé premières de leur groupe affrontent une équipe classée quatrième d'un autre groupe et reçoivent lors du match retour. Il en est de même pour les deuxièmes opposés aux troisièmes. Ces oppositions ainsi que celles des quarts de finale sont déterminées selon un tableau, il n'y a pas de tirage au sort.
| Équipe 1                | Score   | Équipe 2             | Aller   | Retour  |
| ----------------------- | ------- | -------------------- | ------- | ------- |
| Kadetten Schaffhouse    | 60 – 60 | IK Sävehof           | 32 – 26 | 28 – 34 |
| TBV Lemgo               | 56 – 59 | Wisła Płock          | 28 – 31 | 28 – 28 |
| RK Nexe Našice          | 51 – 47 | RK Eurofarm Pelister | 29 – 26 | 22 – 21 |
| CD Bidasoa              | 59 – 63 | GOG Håndbold         | 28 – 30 | 31 – 33 |
| HBC Nantes              | 58 – 54 | Füchse Berlin        | 25 – 24 | 33 – 30 |
| Sporting CP             | 64 – 65 | SC Magdebourg        | 29 – 29 | 35 – 36 |
| Fenix Toulouse Handball | 68 – 70 | SL Benfica           | 38 – 34 | 30 – 36 |
| RK Gorenje Velenje      | 59 – 57 | USAM Nîmes Gard      | 29 – 22 | 30 – 35 |

Pour la première fois depuis la Coupe des coupes 2010-2011, les participants aux quarts de finale de la deuxième coupe d'Europe sont issus de huit pays différents. Premier de son groupe, l'USAM Nîmes Gard est eliminé par le RK Gorenje Velenje (quatrième) alors que la majorité des rencontres opposant deuxième à troisième ont souri aux plus mal classés.

### Quarts de finale
Les matchs aller ont lieu le mardi 28 avril. Les matchs retours sont le mardi suivant, le 3 mai 2022.
| Équipe 1             | Score   | Équipe 2           | Aller   | Retour  |
| -------------------- | ------- | ------------------ | ------- | ------- |
| Kadetten Schaffhouse | 53 – 68 | Wisła Płock        | 31 – 33 | 22 – 35 |
| RK Nexe Našice       | 69 – 64 | GOG Håndbold       | 32 – 27 | 37 – 37 |
| HBC Nantes           | 53 – 58 | SC Magdebourg      | 25 – 28 | 28 – 30 |
| SL Benfica           | 63 – 56 | RK Gorenje Velenje | 36 – 29 | 27 – 27 |

Magdebourg et Płock atteignent le carré final comme la saison précédente. Le RK Nexe Našice et le SL Benfica se qualifient à l'inverse pour leur première demi-finale à ce niveau.

### Finale à quatre
La finale à quatre (ou en anglais : Final Four) est programmée les 28 et 29 mai 2022. Une fois les participants connus, l'EHF attribue l'organisation des finalités au SL Benfica qui l'organise dans le Pavilhão Atlântico. 
Un tirage au sort détermine les équipes qui s'affrontent en demi-finales.
|  | Demi-finales | Demi-finales     | Demi-finales     | Demi-finales     |                               |               | Finale | Finale | Finale | Finale |
|  |              |                  |                  |                  |                               |               |        |        |        |        |
|  |              |                  |                  |                  |                               |               |        |        |        |        |
|  | C1           | SC Magdebourg    | 34               | 34               |                               |               |        |        |        |        |
|  | C1           | SC Magdebourg    | 34               | 34               |                               |               |        |        |        |        |
|  | C3           | Nexe Našice      | 29               | 29               |                               |               |        |        |        |        |
|  | C3           | Nexe Našice      | 29               | 29               | SC Magdebourg                 | SC Magdebourg | 39     | 39     |        |        |
|  |              |                  |                  |                  | SC Magdebourg                 | SC Magdebourg | 39     | 39     |        |        |
|  |              |                  | Benfica Lisbonne | Benfica Lisbonne | 40ap                          | 40ap          |        |        |        |        |
|  | A1           | Wisła Płock      | Benfica Lisbonne | Benfica Lisbonne | 40ap                          | 40ap          | 19     | 19     |        |        |
|  | A1           | Wisła Płock      |                  |                  |                               |               |        | 19     |        |        |
|  | B2           | Benfica Lisbonne | 26               | 26               |                               |               |        |        |        |        |
|  | B2           | Benfica Lisbonne | 26               | 26               | Match pour la troisième place |               |        |        |        |        |
|  |              |                  |                  |                  |                               |               |        |        |        |        |
|  |              |                  |                  |                  |                               |               |        |        |        |        |
|  | Nexe Našice  | Nexe Našice      | 22               | 22               |                               |               |        |        |        |        |
|  | Nexe Našice  | Nexe Našice      | 22               | 22               |                               |               |        |        |        |        |
|  | Wisła Płock  | Wisła Płock      | 27               | 27               |                               |               |        |        |        |        |
|  | Wisła Płock  | Wisła Płock      | 27               | 27               |                               |               |        |        |        |        |

#### Demi-finales
| 28 mai 2022 16h00 | SC Magdebourg     | 34–29   | Nexe Našice      | Altice Arena, Lisbonne Affluence : 2 114 Arbitrage : Mazeika, Gatelis |
| 28 mai 2022 16h00 | Matthias Musche 8 | (18–13) | Halil Jaganjac 7 | Altice Arena, Lisbonne Affluence : 2 114 Arbitrage : Mazeika, Gatelis |
| 28 mai 2022 16h00 | ×2 ×4             | Rapport | ×6               | Altice Arena, Lisbonne Affluence : 2 114 Arbitrage : Mazeika, Gatelis |

| 28 mai 2022 18h30 | Wisła Płock    | 19–26   | Benfica Lisbonne | Altice Arena, Lisbonne Affluence : 3 201 Arbitrage : Horváth, Marton |
| 28 mai 2022 18h30 | Zoltán Szita 4 | (8–10)  | Petar Đorđić 9   | Altice Arena, Lisbonne Affluence : 3 201 Arbitrage : Horváth, Marton |
| 28 mai 2022 18h30 | ×2 ×3 ×1       | Rapport | ×1 ×5            | Altice Arena, Lisbonne Affluence : 3 201 Arbitrage : Horváth, Marton |

#### Match pour la3eplace
| 29 mai 2022 16h30 | Wisła Płock   | 27–22   | Nexe Našice           | Altice Arena, Lisbonne Affluence : 2 249 Arbitrage : Mitrevski, Todorovski |
| 29 mai 2022 16h30 | Lovro Mihić 5 | (14–13) | Gianfranco Pribetić 5 | Altice Arena, Lisbonne Affluence : 2 249 Arbitrage : Mitrevski, Todorovski |
| 29 mai 2022 16h30 | ×1 ×2 ×1      | Rapport | ×2 ×1                 | Altice Arena, Lisbonne Affluence : 2 249 Arbitrage : Mitrevski, Todorovski |

#### Finale
| 29 mai 2022 19h00 | Benfica Lisbonne | 40–39 (ap)     | SC Magdebourg          | Altice Arena, Lisbonne Affluence : 5 055 Arbitrage : Brunner, Salah |
| 29 mai 2022 19h00 | Ole Rahmel 11    | (15–14, 32–32) | Ómar Ingi Magnússon 12 | Altice Arena, Lisbonne Affluence : 5 055 Arbitrage : Brunner, Salah |
| 29 mai 2022 19h00 | Prol. : 8–7      |                |                        | Altice Arena, Lisbonne Affluence : 5 055 Arbitrage : Brunner, Salah |
| 29 mai 2022 19h00 | ×1 ×8 ×1         | Rapport        | ×1 ×6                  | Altice Arena, Lisbonne Affluence : 5 055 Arbitrage : Brunner, Salah |

- Benfica Lisbonne : Hernández, Capdeville – Keïta, Källman  (6), Moreira (2), Moreno  ,  Martins, Borges   (6), Rahmel  (11), Kukić (5), Grigoraș      (1), Moraes, Kljun, da Silva, Đorđić (9), Pereira
- SC Magdebourg : Green, Jensen – Chrapkowski , Musche (3), Kristjánsson (7), Pettersson, Magnússon   (12), Hornke (8), Weber (1), Gullerud  (1), Mertens (2), Saugstrup  (2), O'Sullivan  (1), Bezjak , Smits (2), Damgaard